# Taxman – Der Steuerfahnder von Brooklyn
Taxman – Der Steuerfahnder von Brooklyn (Originaltitel: Taxman) ist eine US-amerikanische Low-Budget-Produktion aus dem Jahr 1999. Regie führte Avi Nesher, der auch mit am Drehbuch schrieb.

## Handlung
Al Benjamin ist ein Steuerfahnder in Brooklyn, New York. Er führt ein frustriertes Leben und erfährt im Beruf keine Unterstützung von Kollegen oder Vorgesetzten. Nahezu entmutigt observiert er die russische Mafia, die sich anscheinend durch den massiven, erpresserischen Ankauf von Tankstellen Steuervorteile sichert. Auch eine Ölgesellschaft scheint verwickelt. Als es Tote gibt, ohne dass dies Folgen hat, bekommt er Hilfe durch einen desillusionierten Cop, Joseph Romero, der mit ihm zusammen ermitteln will. Durch mehrere Anschläge auf den russischen Tankstellenkettenbesitzer Andre Rubakov und dessen Familie erhält er wertvolle Informationen und diese führen schließlich nach weiteren Problemen mit Anwälten und Behörden zum Erfolg.

## Trivia
Wade Dominguez starb kurz nach dem Ende der Dreharbeiten, noch bevor der Film veröffentlicht wurde. Der Film wurde ihm gewidmet.

## Kritik
Das Lexikon des internationalen Films urteilte, der Film sei „dicht inszeniert und glaubwürdig gespielt“. Es gelinge es, „geschickt die verzwickte Verrätselung der Handlung“ zu betreiben.